# Црква Светог Јована Претече у Петровчићу
Црква Светог Јована Претече је српска православна црква која се налази у насељу Петровчић у градској општини Сурчин у граду Београду, а припада Епархији сремској. Увршћена је као споменик културе Србије, у оквиру споменика културе Београда.
Црквена слава је Ивањдан и обележава се 7. јула.

## Историјат
Црква је саграђена 1845. године, на месту једнобродне цркве са полукружним апсидом. На простору око цркве 1963. године вршена су археолошка ископавања, која су открила средовековну некрополу са црквом, а њени темељи били су зидани од ломљеног камена у креченом малтеру. У унутрашости старе цркве нађена је велика количина тегула, гвоздених кованих клинова и већих ексера, што указује да се на овом простору вероватно налазила црква брвнара, или црква од плетера, чији је кров био покривен тегулама донетим са неког оближњег римског налазишта. Стара црква настала је у 12 или почетком 13. века и она представља најстарији ископани црквени објекат у Срему.
Данашња црква изграђена је као једнобродна грађевина у барокном стилу, а краси је полукружни олтарски апсид са истичне стране и припат са западне стране, изнад које се налази хор и троспратни звоник. На фасади цркве налазе се хоризонтални венци, прислоњене ступце са профилисаним капителима и полукружне нише, као и високи забат и централни тимпаном, који су карактеристични елементи црквених грађевина на простору Војводине, наласталих на прелазу из барокног стила у класицистички.
Иконостас цркве израђен је 1905. године од стране радионице Николе Ивковића из Новог Сада, а живопис цркве израдио је непознати аутор.